# 南方連絡事務局
南方連絡事務局（なんぽうれんらくじむきょく）は、1952年7月1日から1958年5月14日まで存在した総理府の附属機関である。南方とは沖縄諸島・奄美群島・小笠原諸島等アメリカの施政権下に置かれた地域を指す。

## 沿革
- 1952年7月1日、南方連絡事務局を総理府の附属機関として設置。
  - 南方連絡事務局の機関として、那覇市に那覇日本政府南方連絡事務所を、奄美群島の名瀬市に名瀬日本政府南方連絡事務所出張所（奄美群島の日本復帰により廃止）をそれぞれ設置。
  - 1952年4月14日、GHQから「琉球諸島における日本政府連絡事務所の設置に関する件」と題する覚書が発出され、現地連絡機関の設置が認められたため、日本政府南方連絡事務所を設置するとともに、その上部機関として総理府に南方連絡事務局を置くこととしたもの。
- 1958年5月15日、総理府の内部部局の特別地域連絡局に改組。

## 主要業務
- 「南方」地域と本土間の渡航事務
- 貿易・文化・教育交流
- 元官公吏・元軍人軍属に対する恩給支給事務
- 戦傷病者戦没者遺族等援護法に関する事務
- 琉球政府の戸籍整備の支援事務

## 局長
- 石井通則：1952年7月1日 - 1958年5月15日[1]